# Хаги-Траггер
«Хаги-Траггер» — российский кинофильм, детективный боевик с элементами мистического триллера, снятый в 1994 году режиссёром Эльдором Уразбаевым по сценарию Владимира Брагина.
В 1995 году продюсер картины Александр Михайлов был номинирован на кинопремию «Ника» в категории «Лучший продюсер», а исполнивший в этом фильме свою последнюю роль Георгий Вицин — в категории «Лучший актёр или актриса второго плана».

## Сюжет
Средневековый мастер создал искусственный интеллект и заключил его в куклу, смахивающую на диккенсовского «беспризорника» — тёмный цилиндр, рыжеватые волосы, веснушки, плащ и синий шарф. Кукла по имени Хаги-Траггер должна была выполнять желания хозяина, однако у куклы был весьма «озорной» характер и собственные понятия о добре и зле. Лишь тот, чья воля достаточно сильна, мог владеть куклой.
Кукла умела телепортироваться, была очень сильной для своего роста, но главной силой Хаги был «гипноз» — умение овладеть волей человека буквально за секунду, достаточно лишь встретиться с ним взглядом. Как правило, Хаги-Траггер погружает человека в детство, а также заставляет делать всё, что ему захочется. Другой сильной чертой куклы было искусство иллюзии, накладывая морок на других людей, пока длится внушение.
В наши дни старый кукольный мастер (Вицин) воссоздал (или хранил) Хаги-Траггера, пока о кукле не узнал криминальный авторитет Аль-Гарун (Сергей Шакуров). Он вынудил мастера отдать «малыша», угрожая расправой над стариком и его внучкой Зоей (Екатерина Двигубская). Однако криминальный мир очень жесток, и нужно постоянно бороться за место под солнцем. Помимо того, о кукле узнаёт генерал милиции, Антон Дмитриевич (Пороховщиков), который считает своим долгом спасти распадающийся СССР. Он начинает охоту за куклой, в то время как другие преступники охотятся за Аль-Гаруном. Зная, что кукла находится у Аль-Гаруна, генерал устраивает на него облаву, а искать куклу заставляет молодого следователя Райнина (Александр Песков), не сообщая ему, ЧТО именно он разыскивает. Следователь посещает дома убитых или околдованных Хаги людей, по ходу расследования познакомившись с внучкой кукольника. Сначала она не доверяет ему, но позже влюбляется.
Тем временем, другой криминальный авторитет — «Жорик» (Евгений Дворжецкий) — под видом корреспондента посещает кукольного мастера (Вицин) и требует создать для него такую же куклу (с этой сцены начинается фильм). Он шантажирует мастера, угрожая ему расправой, однако сам становится жертвой куклы: Хаги заманивает его на «верхотуру» на литейном заводе, после чего овладевает его сознанием и заставляет «полетать», спрыгнув с лестницы.
Пока следователь Райнин с Зоей распутывает клубок тайн вокруг куклы, запутавшийся в интригах Аль-Гарун вынужден скрываться от бывших «коллег», которые полагают, что он сотрудничает с милицией — «по понятиям» — крайняя степень падения. Они устраивают на него покушения, и только Хаги-Траггер спасает ему жизнь и исполняет его поручения. Но кукла постепенно выходит из-под контроля, начиная свою игру. Загнанный в угол Аль-Гарун связывается с генералом и обещает отдать Хаги, выторговывая себе преференции за «помощь». Теперь Антону Дмитриевичу больше не нужен следователь, более того — он слишком много знает и близко подобрался к тайне куклы. Чего совершенно не предполагали ни «авторитет», ни генерал — то, что подобная охота закончится фатально для них самих.
Под видом «заботы» генерал прячет следователя и Зою на своей загородной даче, куда заявляется Хаги и Аль-Гарун под мороком сторожа. Сначала Хаги пытается заставить Зою убить Райнина и покончить с собой, и только по случайности они избегают этого. Тогда со следователем пытается покончить Аль-Гарун, но Зоя оглушает его тазом. Связав авторитета, Райнин и Зоя бегут с дачи, а Хаги расправляется с «хозяином», заставляя его задохнуться.
Чтобы спрятать «концы в воду», Антон Дмитриевич пытается обвинить Райнина в убийстве Аль-Гаруна, а тот пытается предупредить что «то, что он ищет, само придет к нему на своих коротеньких ножках!». Так и происходит — сначала к генералу является загипнотизированная Зоя, которая пытается предупредить об опасности владения куклой, а затем является и сам Хаги. В результате у генерала случается третий инфаркт, когда он «играет» с Хаги — судя по барабану, тот «отправил» его в детство, в пионерский лагерь. Райнин и Зоя ухитряются остаться незамеченными, а заодно следователь ухитряется запугать старого кукольного мастера, чтобы тот больше не смел никому говорить о кукле.
Хаги-Траггер в конце фильма возвращается к кукольному мастеру.

## В ролях
- Георгий Вицин — Генрих Янович, кукольный мастер (последняя роль актёра)
- Александр Песков — Евгений Райнин, капитан милиции
- Александр Пороховщиков — Антон Дмитриевич, генерал милиции (роль озвучивал Рогволд Суховерко)
- Екатерина Двигубская — Зоя Тимерина
- Сергей Шакуров — Аль-Гарун
- Людмила Чурсина — Наталия Михайловна, жена Антона Дмитриевича
- Евгений Дворжецкий — Жора Зиновьев
- Андрей Юренев — водитель / следователь Лавриков
- Евгений Стычкин — Костик
- Александр Яковлев — Горбик, сотрудник милиции
- Мария Виноградова — Серафима Ивановна, соседка Семагина
- Вадим Захарченко — киллер по кличке Ворошиловец
- Владимир Фёдоров — карлик с обрезом
- Михаил Негин — эпизод
- Нартай Бегалин — бандит
- Людмила Гнилова — кукла (озвучка, в титрах не указана)

## Съёмочная группа
- Автор сценария: Владимир Брагин
- Режиссёр-постановщик: Эльдор Уразбаев
- Оператор-постановщик: Мария Соловьёва
- Композитор: Евгений Крылатов

В качестве работ художника-оформителя Кавалерова демонстрируются, в частности, рисунки душевнобольных из альбома «Фрейд: Новые иллюстрации» (М., 1991), а также картина Ю. Аррака «Люди и вещи».